# Scion tC
El Scion tC es un automóvil compacto fabricado por Toyota bajo su marca Scion de 2004 a 2016 durante dos generaciones: ANT10 (2004-2010) y AGT20 (2011-2016). Ambas generaciones se construyeron en Japón. El tC se introdujo primero en los Estados Unidos para el año modelo 2005 y luego, comenzando con la segunda generación en el año modelo 2009, también en Canadá. El tC fue el modelo más vendido de Scion, constituyendo casi el 40% de las ventas totales de Scion.
El nombre tC significa "cupé turístico". A partir de 2011, el tC se vendió como Toyota Zelas en el Medio Oriente, China y América del Sur, un nombre derivado de "zelante" , en italiano para "apasionado" o "celoso".

## Primera generación (AT10; 2004)

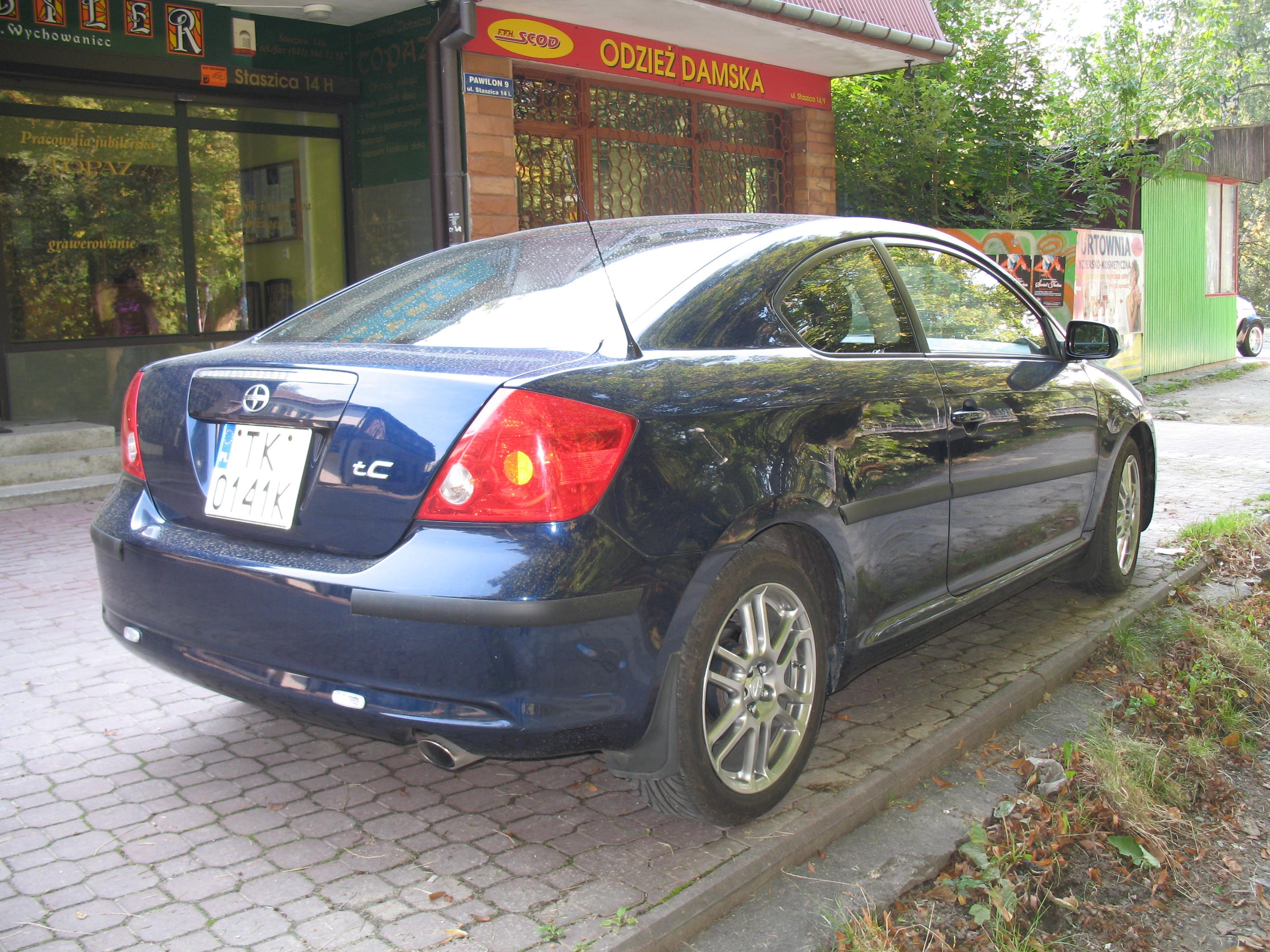
Scion tC

Toyota debutó con la producción tC en el NAIAS de enero de 2004 y las ventas comenzaron en agosto de 2004 como un año modelo 2005. El tC fue un sucesor espiritual del Celica destinado a atraer al mercado milenial. Con este fin, Toyota incluyó numerosas características estándar y las características opcionales fueron fáciles de agregar. El equipo estándar incluía ventanas eléctricas, control de crucero, aire acondicionado, llave remota, luces direccionales montadas en espejos, frenos de disco antibloqueo en las cuatro ruedas, un sistema de sonido Pioneer de 160 vatios con reproductor de CD, rines de aleación de 17 pulgadas y un techo corredizo panorámico.
El tC comparte su chasis con el Avensis y usa una suspensión delantera MacPherson con puntal y una suspensión trasera de doble horquilla. Se ofreció a un precio bajo (MSRP base de US$ 17,670 para el modelo 2009 con transmisión manual) con el estilo de marketing de precios "monoespecificado" puro que adoptó Toyota. Esta generación no se vendió en Canadá.
Se ofreció una versión básica del tC conocida como Spec Package sin muchos de los accesorios estándar. El paquete de especificaciones reemplazó las llantas de aleación de 17 pulgadas (430 mm) con llantas de acero de 16 pulgadas (410 mm) y cubiertas de siete radios, y tenía un equipo interior y exterior simplificado, incluido un techo de vidrio fijo en lugar de eléctrico, eliminación de crucero. control y controles de audio en el volante, y acabado del volante de uretano en lugar de cuero forrado. Destinado a servir como una pizarra en blanco para el mercado de sintonizadores, el paquete Spec se ofreció en solo cuatro colores: Super White, Flint Mica, Black Sand Pearl y Classic Silver Metallic. MSRP fue $ 1,400 menos que el modelo estándar. El paquete de especificaciones se suspendió para el año modelo 2009.
El tC recibió un pequeño lavado de cara en 2007 para el año modelo 2008 que incluyó una parrilla revisada y nuevas luces delanteras y traseras.
El modelo fue el más vendido de Scion, alcanzando más de 79,125 unidades vendidas en 2006, pero las ventas del automóvil disminuyeron rápidamente en 2010, moviendo solo 15,204 unidades. Se lanzó una segunda generación para el año modelo 2011.
Car and Driver elogió al tC 2005 por su lista de accesorios, pero criticó su escaso espacio para la cabeza en el asiento trasero y el limitado espacio de carga.

### Especificaciones
- Motor: 2.4 L de doble árbol de levas (DOHC), 16 válvulas y 4 cilindros con VVT-i , relación de compresión de 9.6:1 para los modelos 2005/06 y 9.8:1 para 2007–2010.
- Desplazamiento : 2362 cc
- Potencia: 161 hp (120 kW) @ 6000 rpm (2007MY+)/160 hp (119 kW) @ 5700 rpm (2005-06MY)
- Esfuerzo de torsión: 162 lb·pie (220 N·m) a 4000 rpm (2007MY+)/163 lb·pie (221 N·m) a 4000 rpm (2005-06MY)
- 200 hp (149 kW) / 185 lb⋅ft (251 N⋅m) con TRD Supercharger
- Estándar de 5 velocidades: Transmisión transmisión manual o 4 velocidades controlada electrónicamente opcional transmisión automática (2008-2010 transmisiones automáticas están etiquetados como transmisión de "4 secuencial velocidad" en el folleto Scion)
- Peso en vacío: 2970 lb (1347 kg) (automático); 2.905 lb (1.318 kg) (manual)
- Tanque de combustible: 14,5 gal EE. UU. (55 L; 12 imp gal)
- Clasificaciones de la EPA para transmisión manual: 20 mpg-US (12 L/100 km; 24 mpg-imp) ciudad/27 mpg-US (8,7 L/100 km; 32 mpg-imp) hwy (2007MY+); 19 mpg-US (12 L/100 km; 23 mpg-imp) ciudad/27 mpg-US (8,7 L/100 km; 32 mpg-imp) hwy (2005/06)
- Los índices EPA para la transmisión automática: 21 mpg -US (11 l / 100 km; 25 mpg -imp ) en ciudad / 29 mpg -US (8,1 L / 100 km; 35 mpg-imp) autopista (2007MY+); 20 mpg -US (12 L/100 km; 24 mpg-imp) ciudad/27 mpg-US (8,7 L/100 km; 32 mpg-imp) hwy (2005/06)
- Rendimiento
- 0-60 mph 7.4 segundos
- 1/4 de milla (~400 m) 15,6 sa 89,9 mph (144,7 km/h)
- 1/4 de milla (~400 m) 14.2 (TRD Supercharger)

### Seguridad
Calificaciones de las pruebas de choque de la NHTSA (2006)
- Prueba de choque frontal - Conductor:
- Prueba de choque frontal - Pasajero:
- Prueba de impacto lateral -
- Prueba de impacto lateral - trasero:
- Prueba de rollover:

El Instituto de Seguros para la Seguridad en las Carreteras (IIHS) le otorgó al Scion tC una calificación general de "Aceptable" en las pruebas de choque frontal y lateral.
Todos los Scion tC vienen de serie con frenos de disco en las 4 ruedas con frenos antibloqueo. Para los modelos 2008, las bolsas de aire laterales del torso montadas en los asientos delanteros, las bolsas de aire de cortina laterales delanteras y traseras y la bolsa de aire para las rodillas del conductor se convirtieron en estándar. También se agregó la clasificación del pasajero delantero, lo que permite un control de dos etapas de la liberación del airbag en función del peso del pasajero. El Control de Estabilidad del Vehículo no se ofreció originalmente hasta 2011 cuando Toyota comenzó a implementar el Control de Estabilidad Electrónico (ESC) y el Control de Estabilidad del Vehículo (VSC) en todas sus marcas de vehículos, incluido Scion, vendidos en Norteamérica.

## Segunda generación (AT20; 2009)

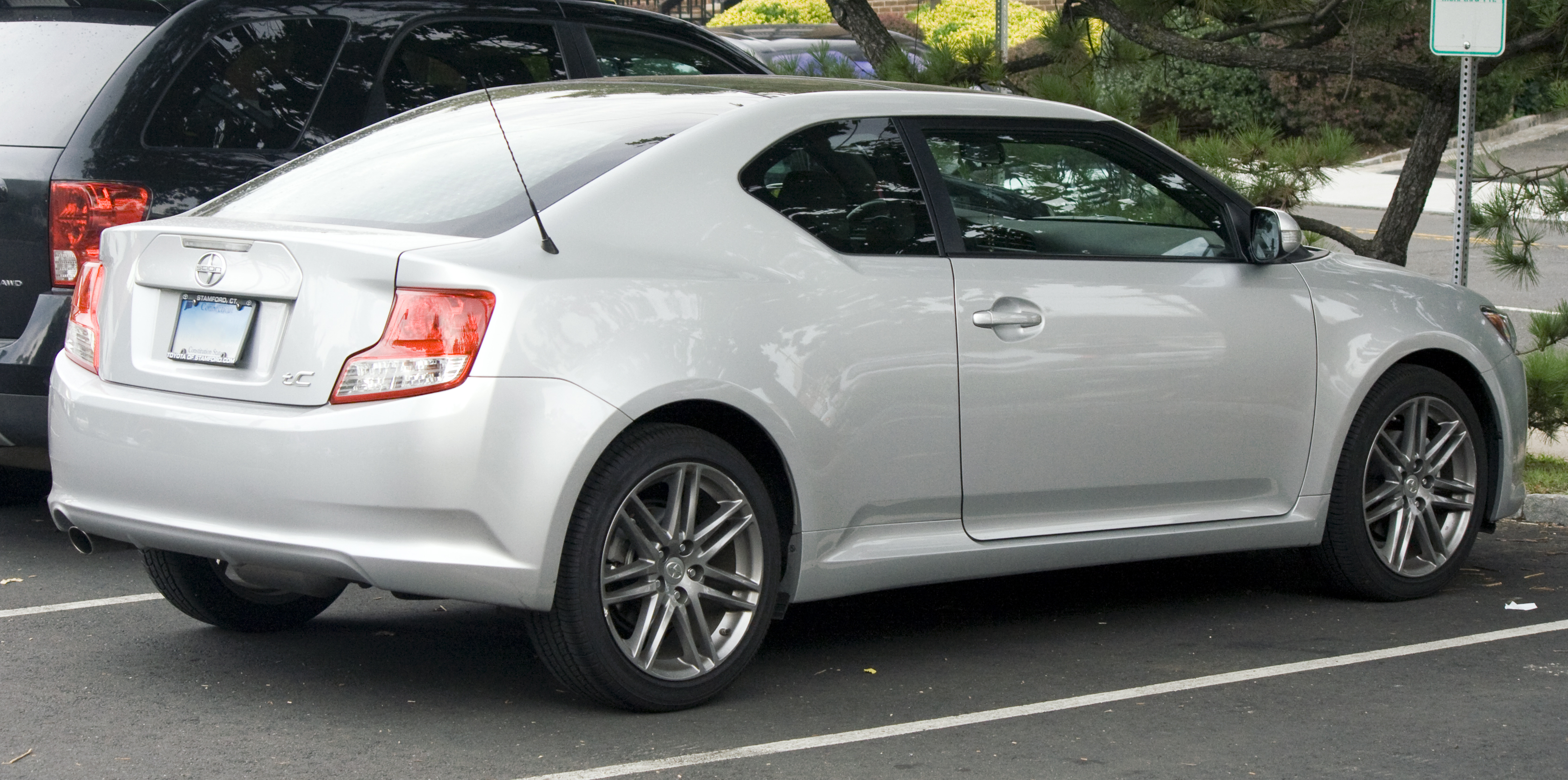
Scion tC

El modelo de reemplazo debutó en el Auto Show de Nueva York de abril de 2009 y apareció en los concesionarios de EE. UU. En octubre de 2010. Recibió un aumento de rendimiento; con el nuevo motor transferido del Toyota Camry siendo un motor I4 2AR-FE de 2.5 litros que produce 180 hp (130 kW) y 174 lb⋅ft (236 N⋅m). Al igual que la primera generación, el chasis siguió siendo una variante del Toyota Avensis, el modelo que utiliza el chasis de tercera generación. Visualmente, la segunda generación es una variante atenuada del concepto Scion Fuse, que presenta una línea de ventana de un cuarto de panel trasero similar al del concepto, pero con pilares A oscurecidos de estilo xB. Los faros, las luces traseras y la parrilla recibieron un cambio de imagen para hacer que el automóvil parezca más musculoso y angular. Continuó recibiendo marcas de seguridad muy altas, un techo de vidrio, un interior espacioso y un diseño de hatchback. Otros cambios incluyeron una pista más ancha, ruedas estándar de 18 pulgadas (460 mm), discos de freno más grandes, un motor más potente, una transmisión de seis velocidades y un sistema de dirección asistida eléctrica de rendimiento ajustado. El Scion tC ahora viene de serie con control de estabilidad del vehículo . Un TRD Supercharger se ofreció originalmente para el automóvil, así como un kit de carrocería especial de FiveAxis, pero desde entonces ambos han sido descontinuados. El tC siguió siendo popular en el mundo de los modificadores de autos, con muchas actualizaciones de rendimiento del mercado de accesorios todavía disponibles. Este modelo está disponible en el videojuego Forza Motorsport 5 con el kit de carrocería.

### Toyota Zelas

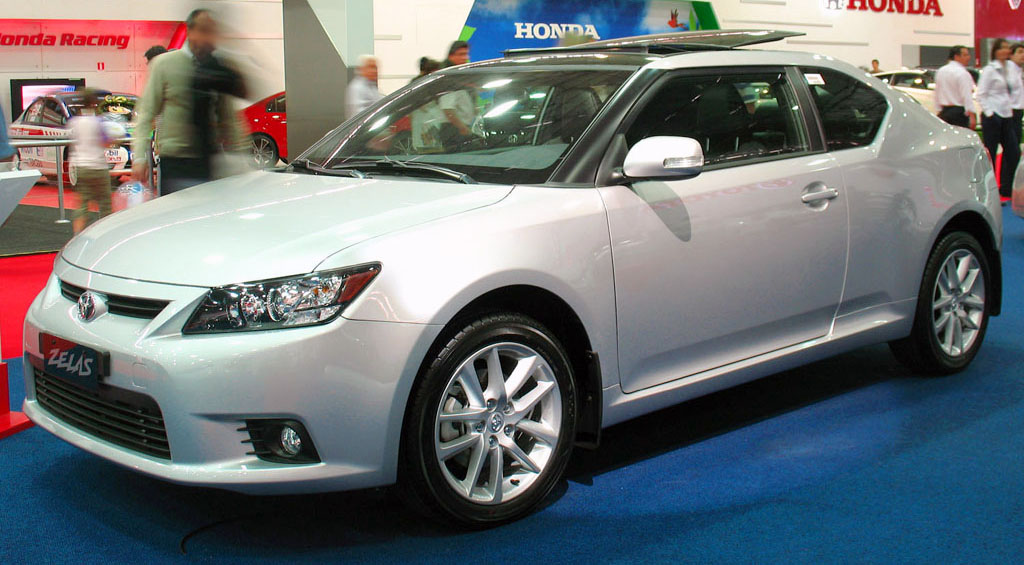
Toyota Zelas

En el Salón del Automóvil de Abu Dabi de 2010, el Scion tC se presentó a la venta en el Medio Oriente con la placa de identificación de Toyota Zelas, con un kit de carrocería agresivo que no aparece en el Scion tC.

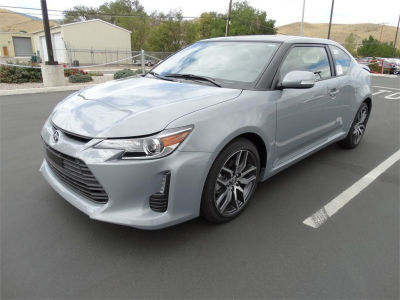
El modelo de estiramiento facial del Scion tC

### 2014-2016
Las ventas iniciales del tC de segunda generación no alcanzaron las expectativas y, coincidiendo con el lanzamiento del Scion FR-S, el tC recibió un lavado de cara para el año modelo 2014. Inspirado en el diseño del FR-S, el tC 2014 recibió faros delanteros, parrilla, luces traseras LED, llantas de aleación de 18 pulgadas, kit de carrocería, una suspensión ajustada deportiva, una transmisión de cambio más rápida reelaborada, amortiguadores deportivos ajustados y un nuevo diseño inspirado en el FR-S. estándar del sistema de audio con pantalla táctil. Para el primer año modelo, Scion ofreció una edición del décimo aniversario de la serie del décimo aniversario de la marca, limitada a 3500 unidades. Incluía un nuevo color plateado, cinturones de seguridad plateados, una perilla de cambio iluminada con energía solar, una insignia de localizador LED Scion que se enciende cuando el automóvil está desbloqueado y una insignia interior numerada secuencialmente. Para el año modelo 2016, el tC recibió algunos cambios menores, como un limpiaparabrisas trasero estándar, nuevas manijas de las puertas interiores plateadas, cubierta de la bandeja de la consola central y una perilla de cambios forrada en cuero, la última de las cuales anteriormente era una actualización opcional.
El tC terminó la producción en agosto de 2016 después de una edición de lanzamiento final como parte de la eliminación gradual de la marca Scion. A los 29 años, el cupé deportivo tC tenía el promedio más bajo de compradores de la industria según Toyota.

#### Especificaciones
| Modelo       | Motor                      | Potencia @rpm                              | Torque @rpm                     | Transmisión                                                       | 0-60 mph (0-97 km/h) | 1/4 de milla     | Clasificaciones de economía de combustible de la EPA                                 | Peso                                      | Depósito de combustible                          | Tamaño de llanta |
| ------------ | -------------------------- | ------------------------------------------ | ------------------------------- | ----------------------------------------------------------------- | -------------------- | ---------------- | ------------------------------------------------------------------------------------ | ----------------------------------------- | ------------------------------------------------ | ---------------- |
| Scion tC     | 2,5 L 2AR-FE I4 (gasolina) | 180 caballos de fuerza (134 kW) a 6000 rpm | 173 lb·pie (235 N·m) a 4100 rpm | Transmisión manual de 6 velocidades                               | 6,5 s                | 15,1 sa 92,4 mph | 23 mpg -US (10 L/100 km; 28 mpg-imp) ciudad/31 mpg-US (7,6 L/100 km; 37 mpg-imp) hwy | 3.060 lb (1.388 kg) -3.093 lb (1.403 kg)  | 14,5 galones estadounidenses (55 L; 12 gal imp.) | 225/45R18        |
| Scion tC     | 2,5 L 2AR-FE I4 (gasolina) | 180 caballos de fuerza (134 kW) a 6000 rpm | 173 lb·pie (235 N·m) a 4100 rpm | Transmisión automática de 6 velocidades con modo de cambio manual | 7,4 s                | 15,8 sa 88 mph   | 23 mpg -US (10 L/100 km; 28 mpg-imp) ciudad/31 mpg-US (7,6 L/100 km; 37 mpg-imp) hwy | 3,102 lb (1,407 kg) - 3,160 lb (1,433 kg) | 14,5 galones estadounidenses (55 L; 12 gal imp.) | 225/45R18        |
| Toyota Zelas | 2,5 L 2AR-FE I4 (gasolina) | 178 caballos de fuerza (133 kW) a 6000 rpm | 172 lb·pie (233 N·m) a 4100 rpm | Transmisión automática de 6 velocidades con modo de cambio manual | 7,4 s                | 15,8 sa 88 mph   | 23 mpg -US (10 L/100 km; 28 mpg-imp) ciudad/31 mpg-US (7,6 L/100 km; 37 mpg-imp) hwy | 3,086 lb (1,400 kg) -3,142 lb (1,425 kg)  | 14,5 galones estadounidenses (55 L; 12 gal imp.) | 215/50R17        |

#### Seguridad
Calificaciones de las pruebas de choque de la NHTSA (2011)
- Prueba de choque frontal - Conductor:
- Prueba de choque frontal - Pasajero:
- Prueba de impacto lateral - Conductor:
- Prueba de impacto lateral - Pasajero trasero:
- Prueba de poste lateral - Conductor:
- Prueba de rollover:

| Desplazamiento frontal de superposición moderada | Bien      |
| Desplazamiento frontal de superposición pequeña  | Aceptable |
| Impacto lateral                                  | Bien      |
| Resistencia del techo                            | Bien      |

## Toyota Racing Development (TRD)
Al igual que en muchos otros modelos de Toyota / Lexus / Scion, hay muchas actualizaciones disponibles a través del taller de tuning interno Toyota Racing Development (TRD). Actualmente, TRD produce piezas de rendimiento como resortes de descenso y puntales de carreras, sistemas de suspensión de coilover completo, kits de frenos de rendimiento, barras estabilizadoras traseras, barras de torre de puntal delantero, diferenciales de deslizamiento limitado, embragues mejorados, escapes de eje trasero y tomas de aire frío para el Scion tC. También se ofrecen otros accesorios cosméticos como tapas de válvulas y tapas de aceite de la marca TRD.
TRD también ofreció un sobrealimentador que es un sobrealimentador Vortech rebautizado que es capaz de producir 20 psi (1.4 bar), aunque cuando lo instala un concesionario y bajo garantía se establece en 6 psi (0.4 bar). A partir de 2008, Scion comenzó a fabricar el sobrealimentador con poleas a prueba de manipulaciones. A mediados de 2009, TRD interrumpió la producción de sobrealimentadores para el Scion tC.

## Serie de la línea Release

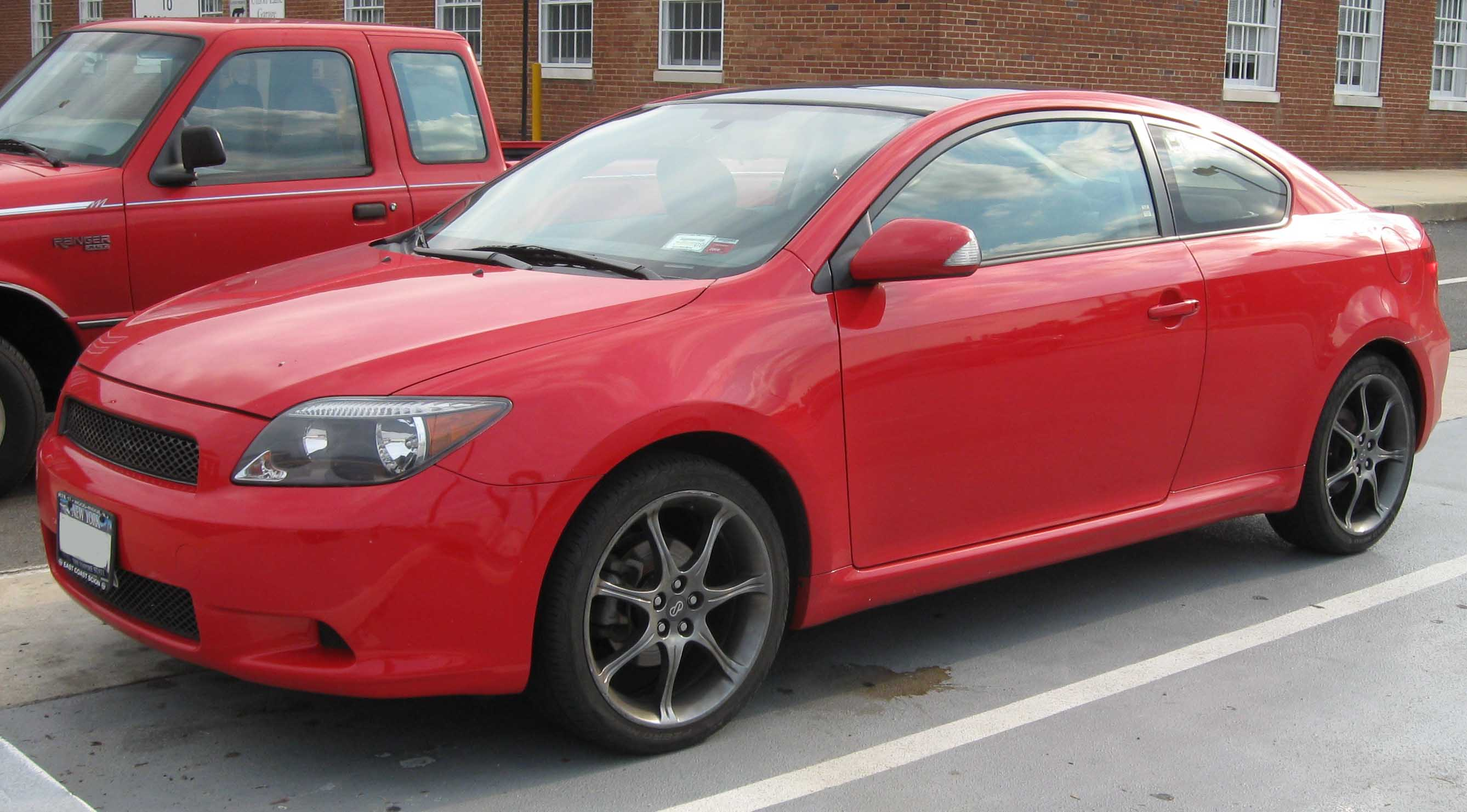
Scion tC RS 1.0 2005

Scion usó un modelo de ventas simplificado de "precio puro" que evitó las opciones tradicionales de fábrica en favor de precios fijos del vehículo base y personalización del comprador a través de accesorios instalados por el concesionario; por lo tanto, el tC se ofreció en un solo equipamiento estándar, con colores exteriores y la elección de la transmisión siendo típicamente las únicas opciones de fábrica. Sin embargo, se ofrecieron algunas ediciones especiales de producción limitada con equipamiento de fábrica añadido y colores exclusivos. A partir de finales de la primavera de 2004, Scion lanzó la línea Release Series (RS), cantidades limitadas de sus vehículos actuales preempaquetados con distintivos numerados individuales, accesorios exclusivos y otras características especiales. Sus colores exteriores eran tonos brillantes (es decir, naranja, amarillo, rojo, azul, verde).
2005
- tC RS 1.0 solo disponible en Absolutely Red con 2500 unidades producidas

2006
- tC RS 2.0 solo disponible en Blue Blitz Mica con 2.600 unidades producidas

2007
- tC RS 3.0 solo disponible en Blizzard Pearl con 2500 unidades producidas

2008
- tC RS 4.0 solo disponible en mica gris galáctica con 2.300 unidades producidas

2009
- tC RS 5.0 solo disponible en negro brillante con 2.000 unidades producidas

2010
- tC RS 6.0 solo disponible en Speedway Blue con 1.100 unidades producidas

2012
- tC RS 7.0 solo disponible en amarillo de alto voltaje con 2.200 unidades producidas

2013
- tC RS 8.0 solo disponible en Absolutely Red con 2.000 unidades producidas

2014
- La serie tC 10th Anniversary solo está disponible en Silver Ignition con 3500 unidades producidas

2015
- tC RS 9.0 solo disponible en Two Tone Magma Orange y Gloss Black con 2.000 unidades producidas

2016
- tC RS 10.0 solo disponible en rojo Barcelona con 1.200 unidades producidas

## Ventas
El tC se convirtió inmediatamente en el modelo más popular de Scion, representando casi la mitad de las ventas de la marca en sus años pico de 2005 a 2007, antes de ser eclipsado por el xB rediseñado en 2008. En el lanzamiento del modelo de segunda generación, Scion esperaba poder vender entre 40 000 y 60 000 unidades al año una vez que la economía se recuperó, pero las ventas reales no alcanzaron esta cifra; Los analistas creen que las ventas fueron canibalizadas por un FR-S similar. A pesar de la caída, el tC recuperó y mantuvo su liderazgo de ventas en la alineación de Scion en 2011; En última instancia, fue el Scion más vendido de todos los tiempos, constituyendo casi el 40% de las ventas totales de Scion desde 2004 hasta 2015, el último año completo de la marca antes de fusionarse en Toyota.
| Año  | Ventas en Estados Unidos |
| ---- | ------------------------ |
| 2004 | 28.062                   |
| 2005 | 74.415                   |
| 2006 | 79,125                   |
| 2007 | 63.852                   |
| 2008 | 40,980                   |
| 2009 | 17.998                   |
| 2010 | 15,204                   |
| 2011 | 22.433                   |
| 2012 | 22,666                   |
| 2013 | 19,094                   |
| 2014 | 17,947                   |
| 2015 | 16.459                   |
| 2016 | 9.336                    |

## Deportes de motor

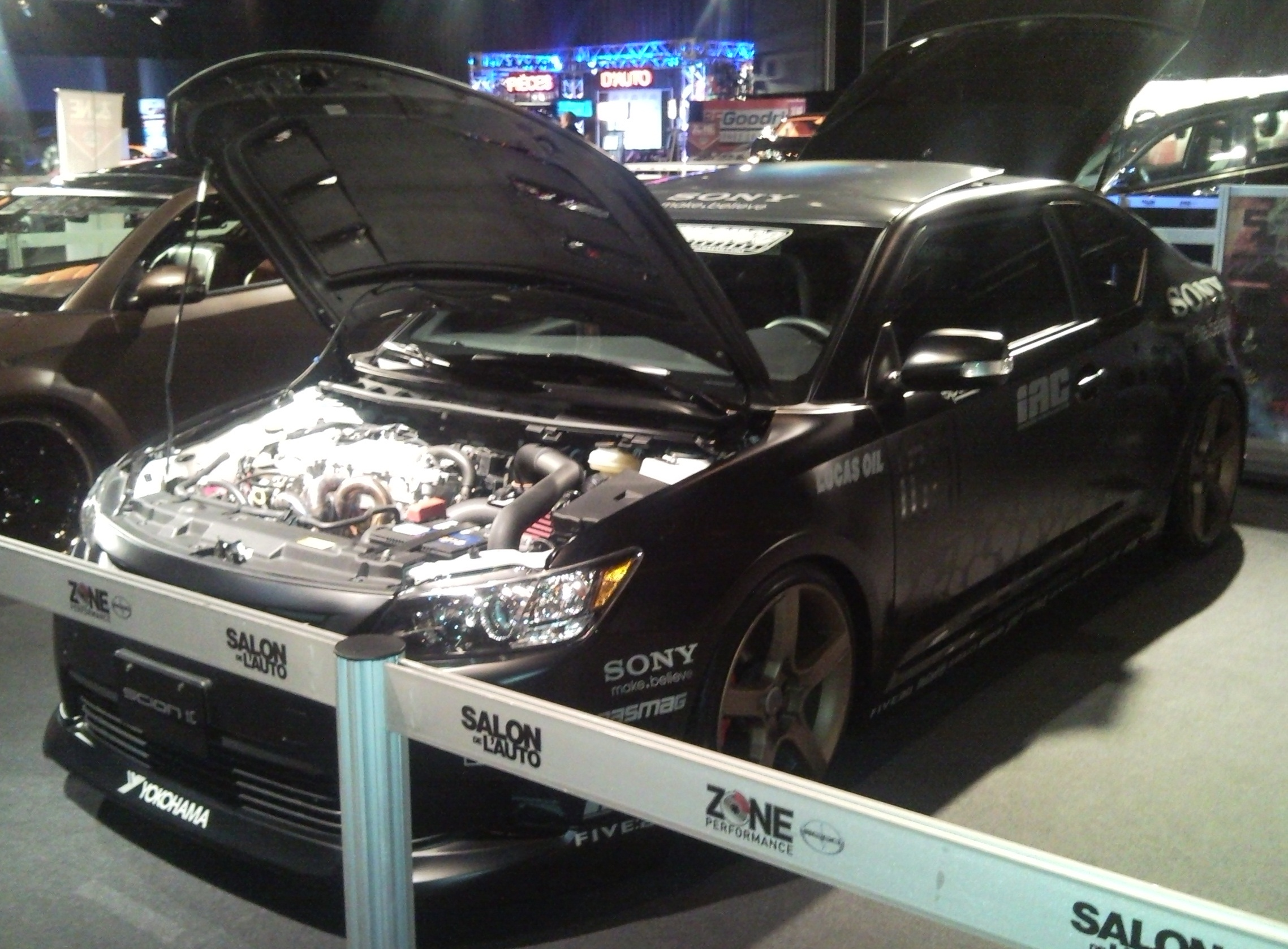
Coche de competición Scion tC

- Con la desaparición del Toyota Celica, el Scion tC se utilizó para la Toyota Pro/Celebrity Race celebrada durante el Gran Premio de Long Beach de 2006 a 2012, cuando fue reemplazado por el FR-S.
- Hay varios tC en las carreras de resistencia. Kenny Tran Jotech Motorsports, Leslie Armendariz Horizon Motorsports, Christian Rado World Racing y Gary White (antes Brad Personett) Titan Motorsports. Kenny Tran ha estado compitiendo en la clase hotrod de la serie de carreras de resistencia NHRA Sport Compact, donde obtuvo el campeonato de 2007. Kenny hizo su carrera más rápida con 7,91 ET a 184 mph (296 km/h) durante una carrera de la NHRA en Pomona Raceway. En 2007 y 2008, el equipo de Jotech Motorsports ganó títulos consecutivos Pro Import Class de la serie de drag Battle Of The Imports. El All-Motor Scion tC de Leslie Armendariz empujó un récord de 9,34 a 143 mph (230 km / h). Christian Rado reclamó el segundo lugar en la clase Pro FWD de los nacionales BOTI de 2008, y más tarde también obtuvo una victoria con el primer auto FWD en pasar la marca de siete segundos en un cuarto de milla con un tiempo increíble de 6,97 segundos. Gary White ganó el segundo lugar en la clase Extreme 10.5 "de las Finales Mundiales de la Batalla de los Cinturones de ADRL.
- Se inscribió un tC 2011 para la temporada de Formula Drift en 2011 y es conducido por Fredric Aasbo para el equipo Need For Speed. El motor 2AR-FE, de 2,5 litros, se elevó a 2,7 litros para más de 500 CV.
- Para el año 2008 de Formula Drift, RS * R convirtió un Scion tC en tracción trasera. Esto se hizo tomando un chasis Toyota Avensis (en el que se basa el Scion tC, originalmente una plataforma AWD) y lo convirtió en RWD. El coche estaba propulsado por un motor BEAMS 3S-GE sintonizado . Ken Gushi compitió anteriormente con este vehículo. Después de hablar con su compañero de equipo Christian Rado, Ken Gushi volvió al motor 2AZ-FE de fábrica para la temporada 2010 de Formula Drift. Ken Gushi declaró: " Chris Rado, mi compañero del equipo Scion que dirige su famoso Scion tC, que rompe récords, utiliza el mismo motor base (por supuesto, para una aplicación diferente) ha demostrado que este motor soporta números de hasta 900 CV, posiblemente incluso más."[7] El tC de Ken Gushi ahora impulsa los 790 hp.
- Para las temporadas de Formula Drift 2009/10, Tanner Foust compitió usando un Scion tC patrocinado por Rockstar, AEM y Toyo Tire convertido a RWD, construido por Papadakis Racing. Estaba propulsado por un V8 construido en TRD (Toyota Racing Development) tomado de un antiguo almacén de NASCAR de la Serie TRD Busch.
- Para la temporada 2008 del KONI Challenge, Dan Gardner y Craig Stanton condujeron un Scion tC en la clase Street Tuner (ST). Esto marcó el primer comienzo profesional mundial de Scion en las carreras de carretera, y el equipo lideró la carrera durante un período de tiempo en un campo de más de 50 autos.
- Para 2009, un tC sobrealimentado conducido por el propietario del equipo Dan Gardner se inscribió en la clase GT World Challenge America Touring Car 2 (TC2). Scott Webb condujo el auto a la victoria, trayendo a Scion a casa su primera victoria profesional.
- Para la temporada 2010 del GT World Challenge America, Dan Gardner y Robert Stout condujeron un par de Scion tC sobrealimentados en la clase Touring Car (TC). Robert Stout ganaría en el Toyota Grand Prix de Long Beach 2010, dándole a Scion su primera victoria en la clase TC.[8]
- En 2010, DG-Spec ganó el campeonato de fabricantes en World Challenge para Scion. Esta fue la primera vez que una marca Toyota ganó el prestigioso campeonato. Ninguna marca de Toyota ha ganado desde entonces.
- En 2011, Dan Gardner Spec ganó la serie de resistencia WERC por segunda vez, culminando la actuación con una entrada a las 25 Horas de Thunderhill. El equipo lideró la carrera por la friolera de 28 vueltas antes de que una falla en el motor llevara al auto a boxes. El equipo logró lo imposible, hizo un cambio de motor completo en 2 horas y volvió a poner el auto en la pista con 25 minutos para la carrera, reclamando el último escalón en el podio.
- En junio de 2012, Christian Rado usó un equipo Need for Speed AWD Scion tC en el Palm Beach International Raceway para un récord de vuelta de 1: 20.810 minutos.